# Eddystone Rock
Eddystone Rock est un récif situé au nord du détroit des Malouines dans les Malouines en océan atlantique sud. Il est situé au nord-ouest de la Malouine orientale.

## Administration
Les îles sont administrées par le Royaume-Uni dans le cadre du Territoire britannique d'outre-mer des îles Falkland. Elle est revendiquée par la République argentine, qui en fait une partie du Département des îles de l'Atlantique Sud dans la province de Terre de Feu, Antarctique et îles de l'Atlantique sud.

## Histoire
L'équipage du navire de Louis Antoine de Bougainville, qui l'appela la "Tour de Bissy", fut parmi les premiers à apercevoir ce rocher.
Le Lieutenant Lowcay, lors de son enquête de 1837 sur les îles Falkland, a noté dans son journal :
Dimanche 10 décembre... A 8 heures du matin, observation de l'Eddystone ; ce rocher remarquable se trouve à l'entrée de Falkland Sound et, de l'est, il a l'apparence d'une île ronde, et de l'ouest, il ressemble à une voile. 